# Мала Бережанка
Мала́ Бережа́нка — село в Україні, у Гуківській сільській громаді Кам'янець-Подільського району Хмельницької області.

## Назва
За однією з версій назва «Бережанка» походить від великої кількості берегів річки Збруч, які ділять історично село на дві частини Бережанку і Малу Бережанку та оточують його майже з усіх боків.

## Географія
Подільське село Мала Бережанка розташоване в південно-західній частині України, на півострові, на лівому березі річки Збруч, за 35 кілометрів автодорогами від міста Кам'янець-Подільський.

### Клімат
Мала Бережанка знаходяться в межах вологого континентального клімату із теплим літом.

## Історія
Найдавніша писемна згадка про село походить з середини 15 століття. 14 лютого 1431 року король Владислав Ягайло записав 30 гривень слузі скальського старости Махандею за його службу.
У XVI столітті входила тоді до складу  Скальського староства Подільського воєводства Королівства Польського (з 1569 року у складі Речі Посполитої). 1564 року належало Яцимирському. У 1603 році відбувся поділ його територій на три великі пансько-ляхські маєтки.
Починаючи з XVIII століття після першого поділу Речі Посполитої село Бережанка поділилось на два населених пункти: села Бережанка у Тернопільській області та Мала Бережанка — у Хмельницькій.
1772 року побудована дерев'яна церква.
На кінець 20-х років ХХ століття в селі було 310 хат (в  кожній  хаті  проживало  по  2-3 сім”ї). Хати і прилеглі будівлі були глинобитні і покриті соломою. Пізніше перед війною під черепицею було 11 хат, а під бляхою сім.
Внаслідок поразки визвольних змагань на початку XX століття, село надовго окуповане російсько-більшовицькими загарбниками.
В 1928-1929 роках створюються окремі групи громадян для спільного обробітку землі (СОЗи). У 1932 році ці групи об'єдналися в колгосп ім. Орджонікідзе.
У 1932–1933 роках селяни села пережили влаштований комуністами голодомор. Коли почався голод, усе більше людей намагалося втекти на правий берег річки Збруч. А там місцеві священники закликали селян збирати продукти для голодуючих з лівого берега.
До 1939 року по річці Збруч проходив кордон із Польщею, так з 1 листопада 1926 по 1 листопада 1927 польські прикордонники затримали 9509 перебіжчиків із радянської сторони, люди тікали від радянських репресій, у зворотному напрямку, за той же період 745 осіб.

### Часи Другої світової війни
Більше 150 чоловік було мобілізовано до армії і відправлено на фронт. В селі залишились жінки, діти, літні люди, механізатори та вчителі. Багато молодих дівчат та юнаків було відправлено до Німеччини.
В грудні 1941 року в районі створено партизанський  загін ім. Чапаєва.
У 1944 році відбувся бій за визволення села. 26  березня 1944 року Мала Бережанка була звільнена від нацистів солдатами 10-го Уральського добровольчого танкового корпусу 4-ої танкової армії І-го українського фронту.
По закінченню Другої світової війни більше, ніж 100 жителів Малої Бережанки не повернулися додому. Пізніше, у 1962 році, у їхню пам'ять було посаджено парк Слави та зведено пам'ятник солдату-визволителю.

### Післявоєнні роки
Після завершення Другої світової війни у 1946—1947 роках село вчергове пережило голодомор.
В 1951 році колгосп села та колгоспи сіл Кугаївці та Андріївка  об'єдналися  в один колгосп ім. Дзержинського.
В 60-х роках в селі побудовано клуб на 250 місць з стаціонарною кіноустановкою, бібліотеку, медичний пункт, школу, дитячий садок на 50 місць, продуктовий та продовольчий  магазини, лазню.  Село  електрифіковано та  радіофіковано  на  100%
З 1991 року в складі незалежної України.
15 вересня 2016 року шляхом об'єднання сільських рад село ввійшло до складу Гуківської сільської громади, до цього органом місцевого самоврядування була Пукляківська сільська рада.
До адміністративної реформи 19 липня 2020 року село належало до Чемеровецького району, після його ліквідації, увійшло до складу Кам'янець-Подільського району.

## Населення
Населення становить 330 осіб.

### Мова
У селі поширені західноподільська говірка та південноподільська говірка, що відносяться до подільського говору, який належить до південно-західного наріччя.

## Релігія
- Церква Покрови Пресвятої Богородиці (ПЦУ)

## Природоохоронні території
Люди в цій місцевості проживали з давніх-давен, під час проведення археологічних розкопок в урочищі "Мале поле" було виявлено трипільське поселення та поселення черняхівської культури. Село лежить у межах національного природного парку «Подільські Товтри».

## Світлини

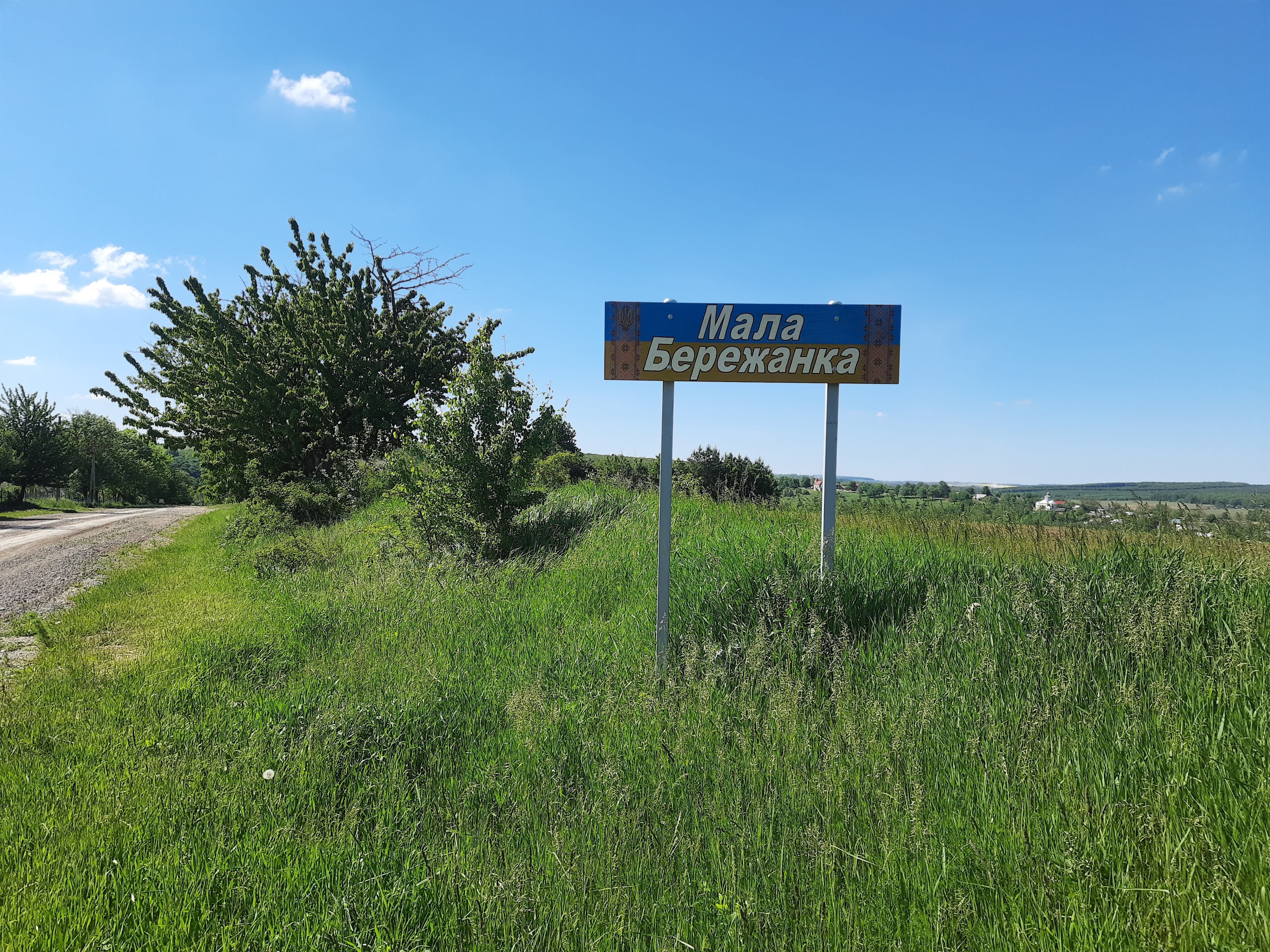
В'їзд у село
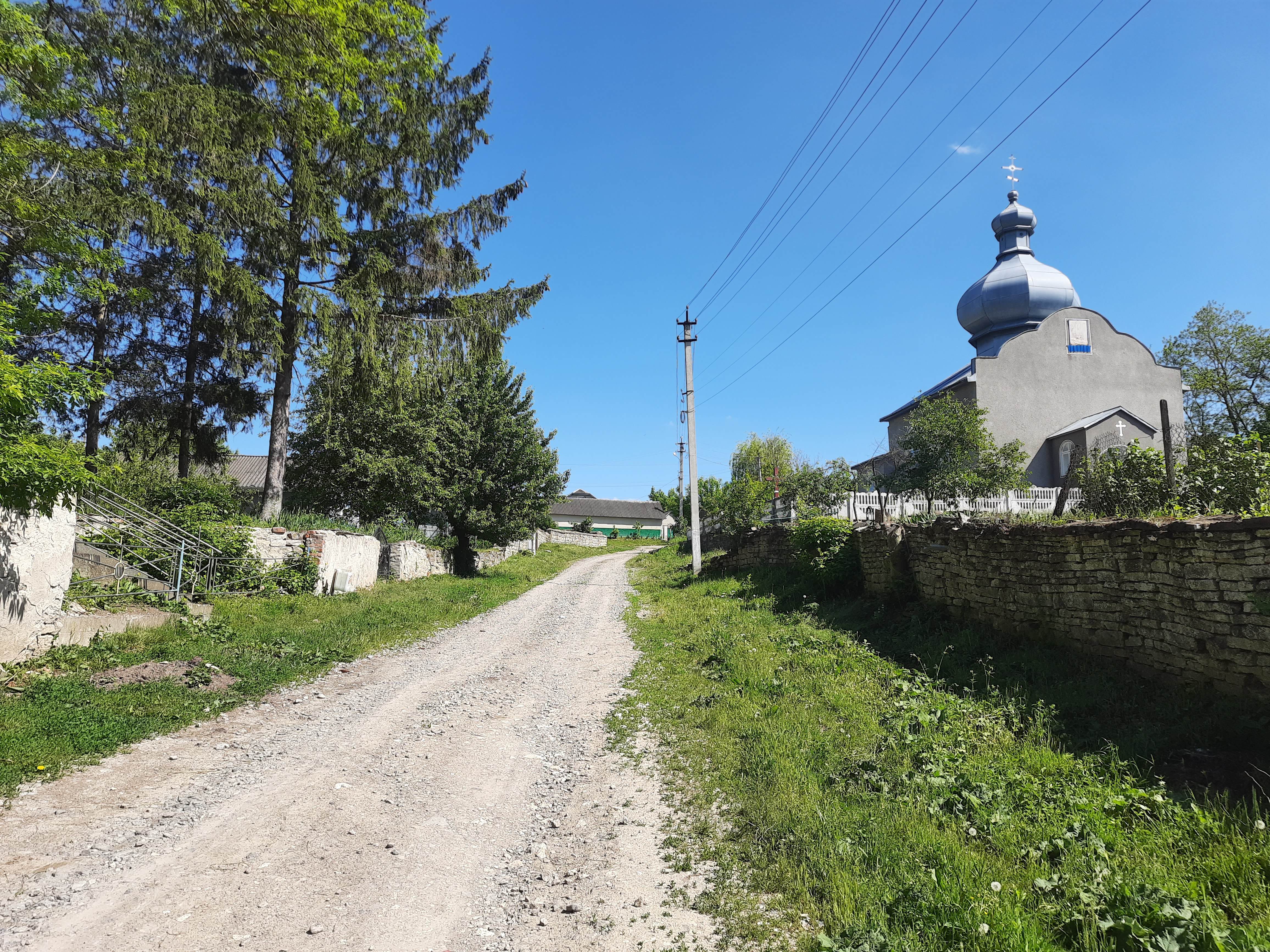
Сільська вулиця
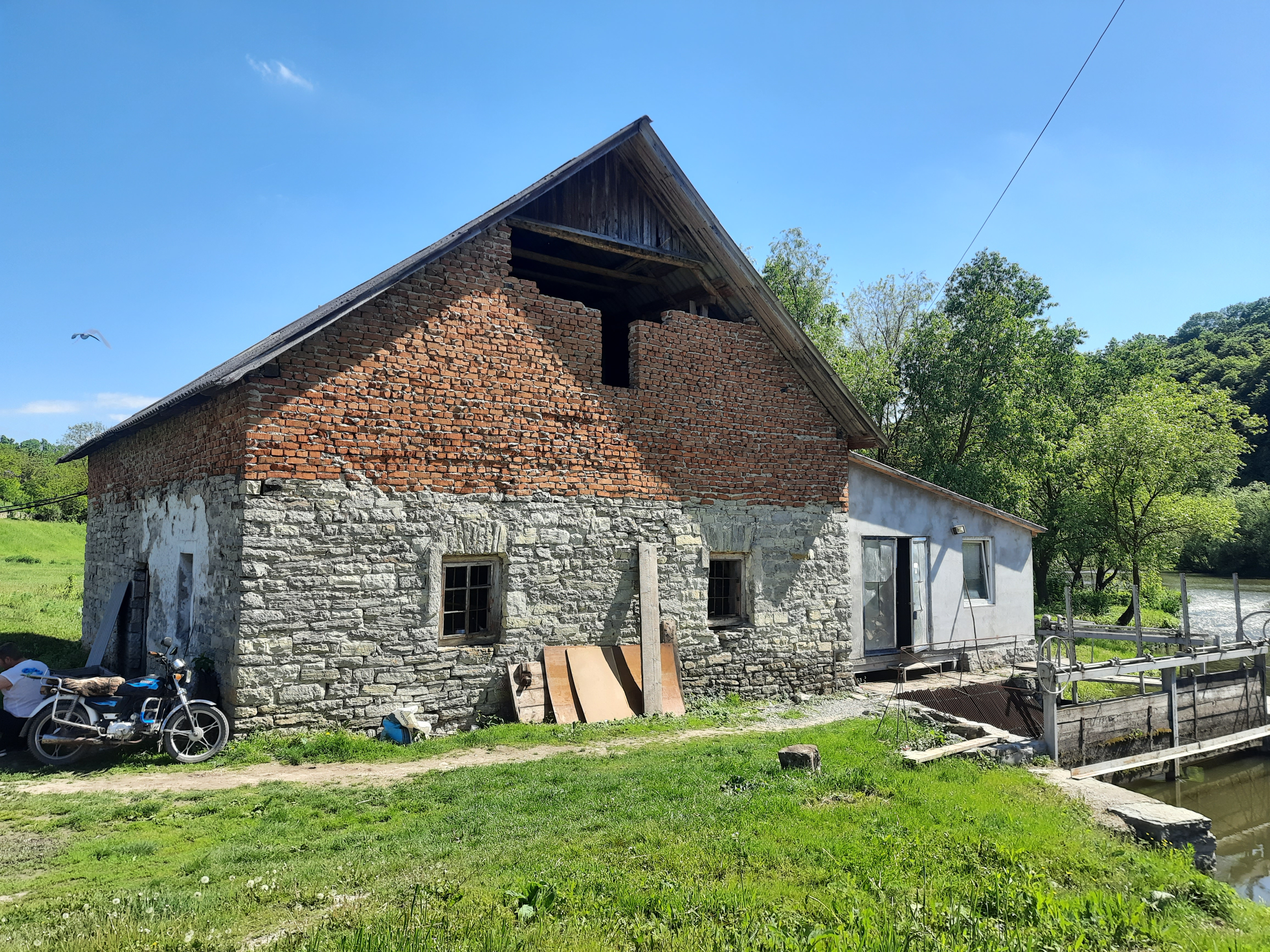
Старий млин на Збручі
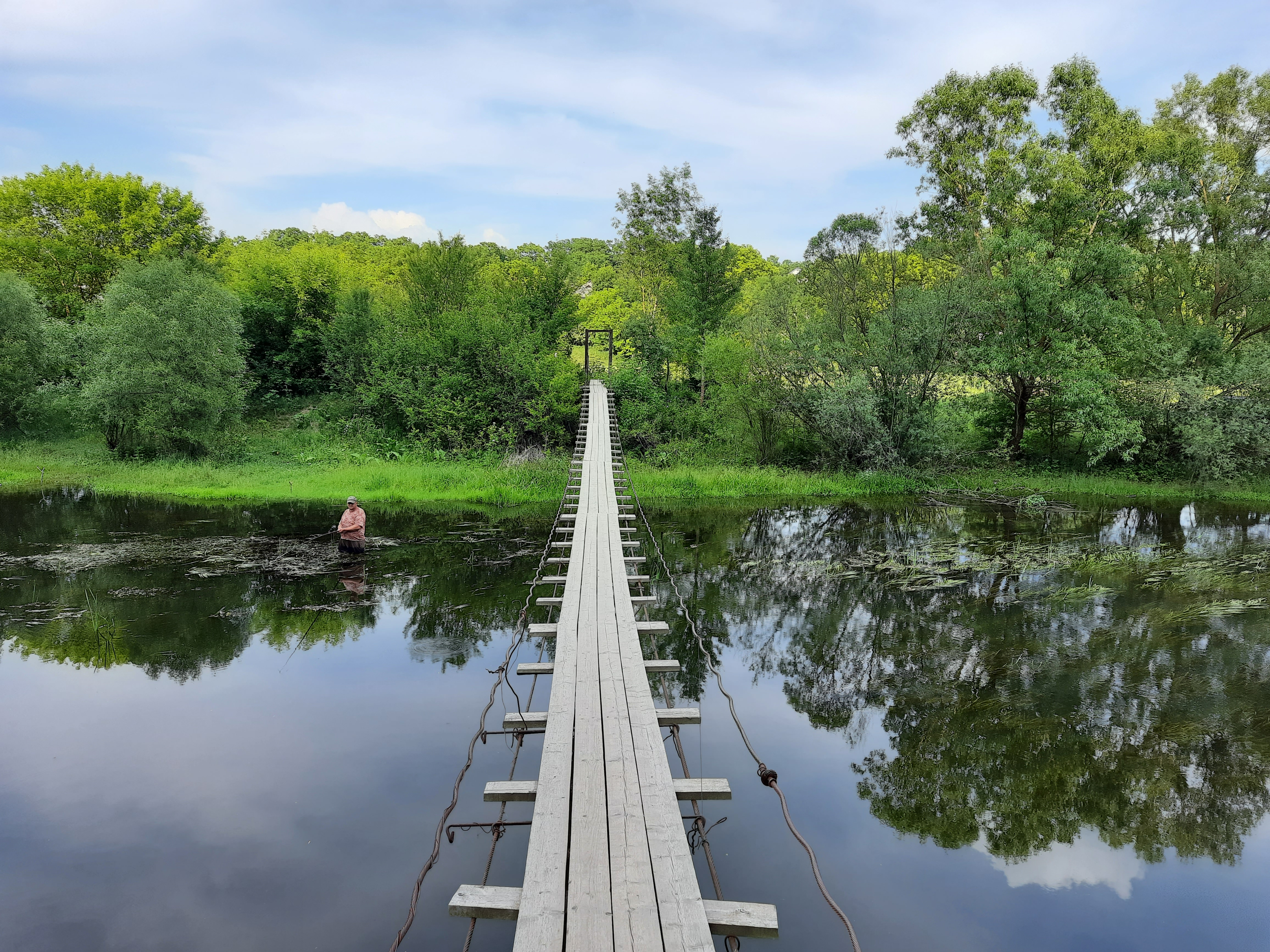
Кладка через Збруч з'єднує дві Бережанки
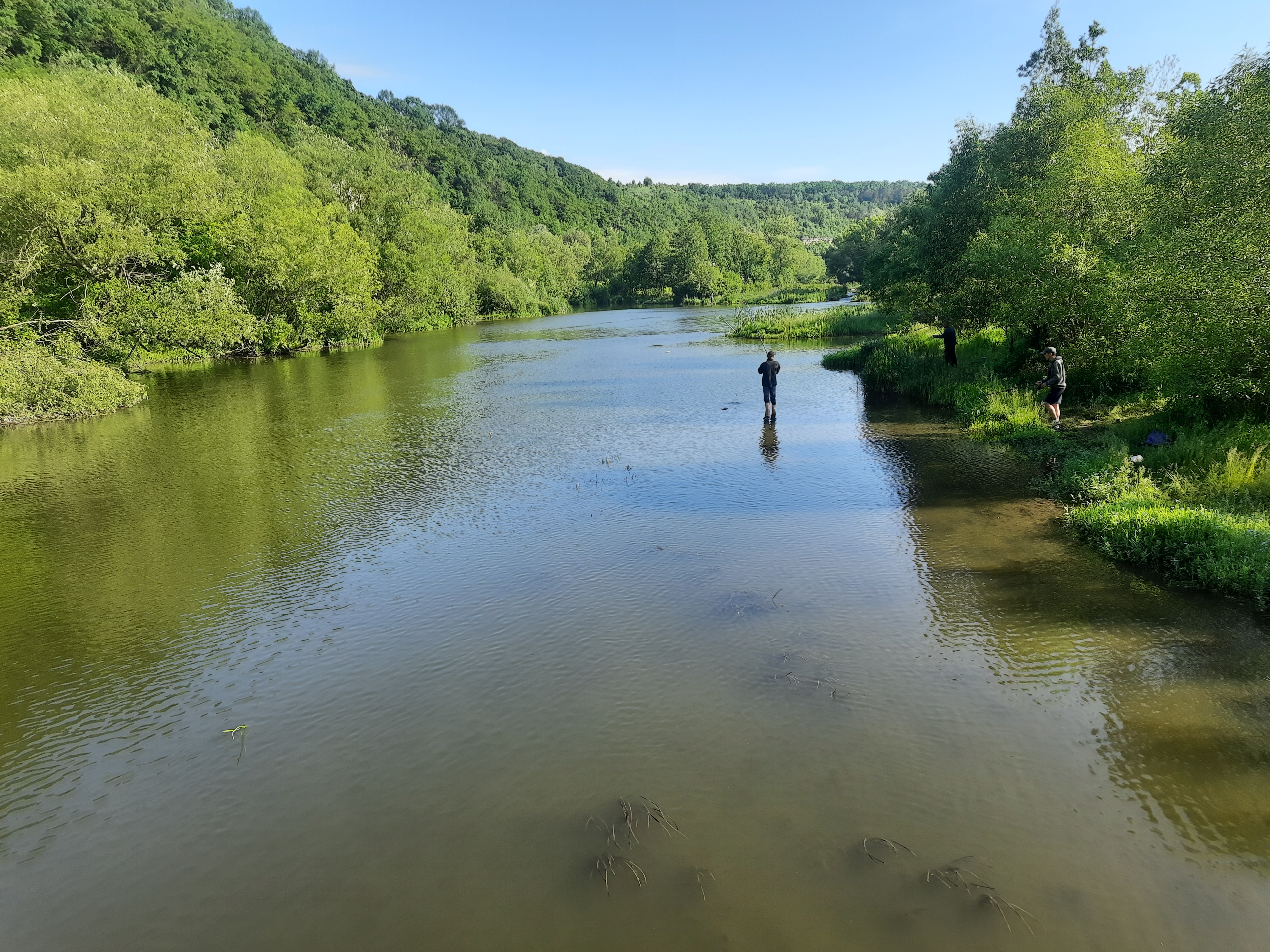
Збруч біля села